# Hurtigruten

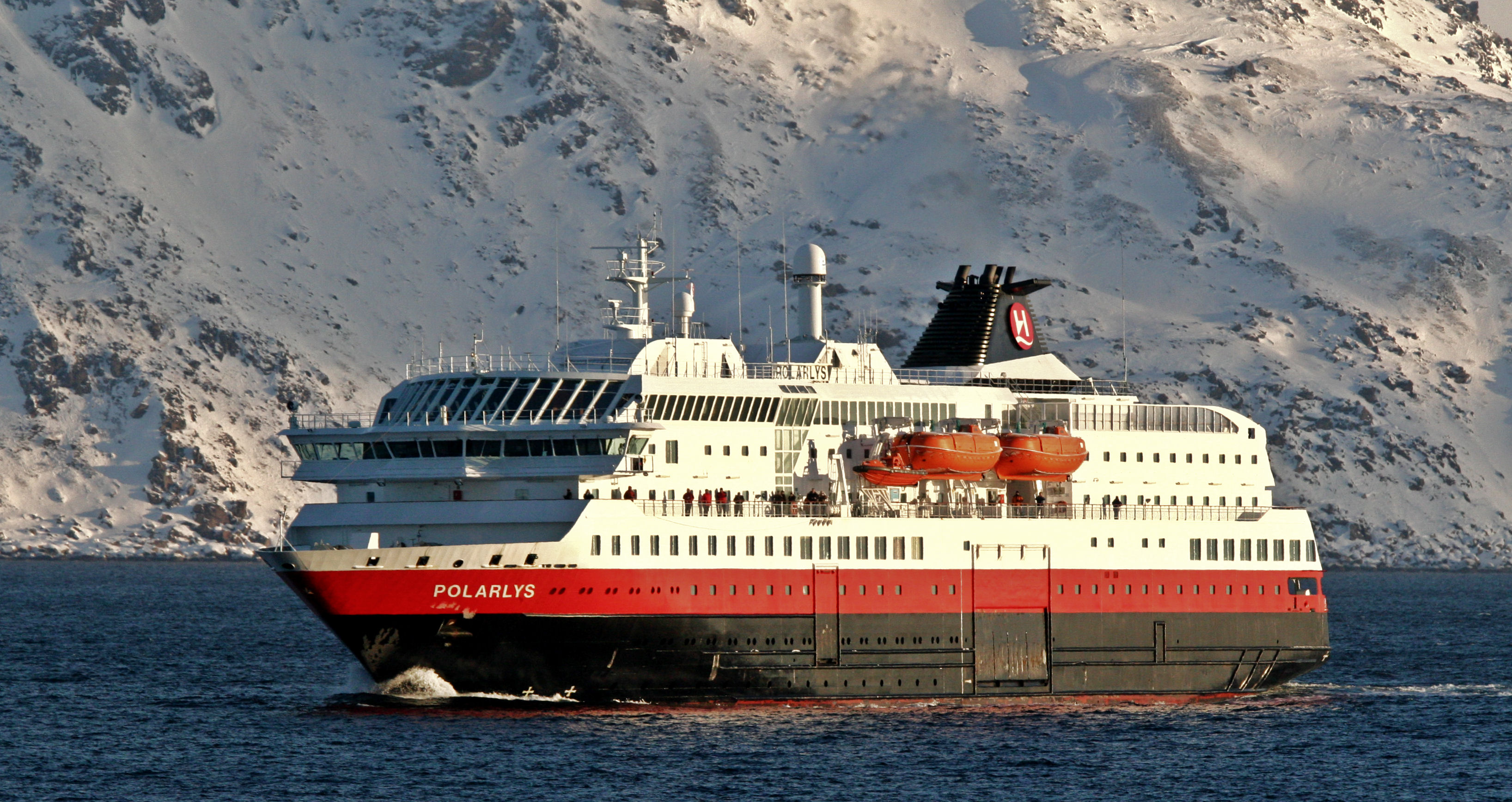
El MS Polarlys, uno de los barcos Hurtigruten de «nueva generación», con los colores actuales.

Hurtigruten (pronunciación AFI: [hʉrtirʉːtən]; en noruego: «La línea rápida») es un servicio diario de transporte en barco entre la costa oeste y norte de Noruega, a lo largo de más de 2700 km entre las ciudades de Bergen y Kirkenes. La ruta, que tarda seis días y medio en realizarse, existe desde 1893, y aunque tradicionalmente los barcos solo transportaban correo, hoy en día son de uso mixto y llevan también pasajeros y carga. Durante el verano pasan además por el Trollfjord, Geirangerfjord y las Islas Lofoten, el viaje ha sido descrito como el «viaje por el mar más hermoso del mundo». Con el tiempo, la ruta del Hurtigruten ha pasado de ser un simple medio de transporte, que es su función real, a ser además una importante atracción turística conocida internacionalmente.
La compañía tiene casi el 2% del mercado mundial de cruceros. Más recientemente, Hurtigruten comenzó a operar cruceros en otras áreas como Groenlandia, Canadá,  Islandia, Svalbard, Sudamérica, y la Antártida.

## Historia

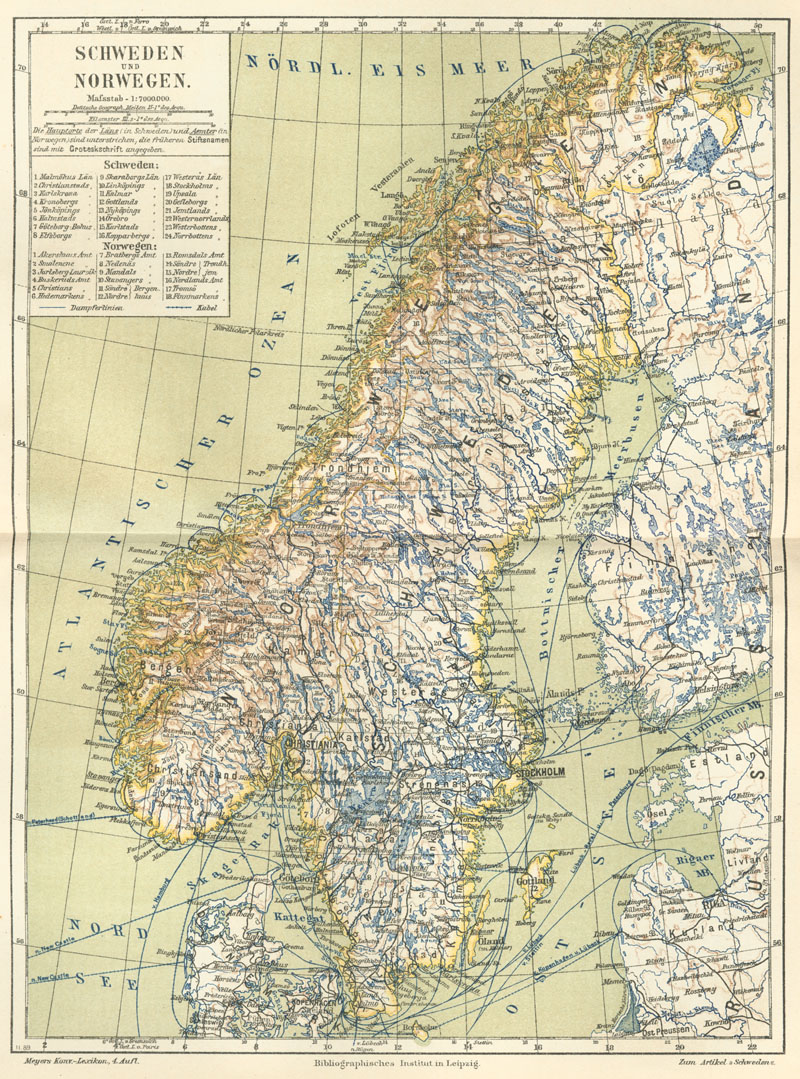
Rutas marítimas de la costa de Noruega y del mar Báltico hacia 1888.

Para comprender la importancia y la necesidad de los enlaces marítimos a lo largo de la costa noruega es preciso conocer las características geográficas de la misma: Noruega se extiende a lo largo de unos 2.700 kilómetros de norte a sur, existen grandes diferencias debidas a las distintas latitudes y la comunicación no es fácil por tierra por la gran cantidad de valles, montañas y fiordos. El clima relativamente templado del sur siempre ha contribuido a que esta zona destaque mucho más en términos de cantidad de población y en riqueza y fuerza económica y, por otro lado, los asentamientos y comunidades del norte, dedicados principalmente a la pesca en caladeros como los de Lofoten, Vesterålen y los del mar de Barents, se veían faltos de un medio de transporte adecuado para el pescado desembarcado, así como para el mercado de bienes y activos, que no podían producirse en esos lugares. 
Por ejemplo, a principios del siglo XIX había conexiones esporádicas entre el archipiélago de Lofoten y la ciudad hanseática de Bergen, de gran importancia comercial. Durante el largo invierno noruego prácticamente todo el norte del país se encontraba aislado del resto del mundo y, dado que el gobierno conocía esta división norte-sur, buscó una manera de conectar mejor las localidades norteñas. Con 83.283 kilómetros de línea costera se apostó por la marina mercante y desde 1875 se trabajó en los primeros planes para establecer la base de las actuales pequeñas líneas, con el objetivo de poseer un servicio marítimo regular y subvencionado por el estado entre Stavanger y Bergen en el sur hacia las ciudades más grandes del norte de Noruega. 

### El comienzo

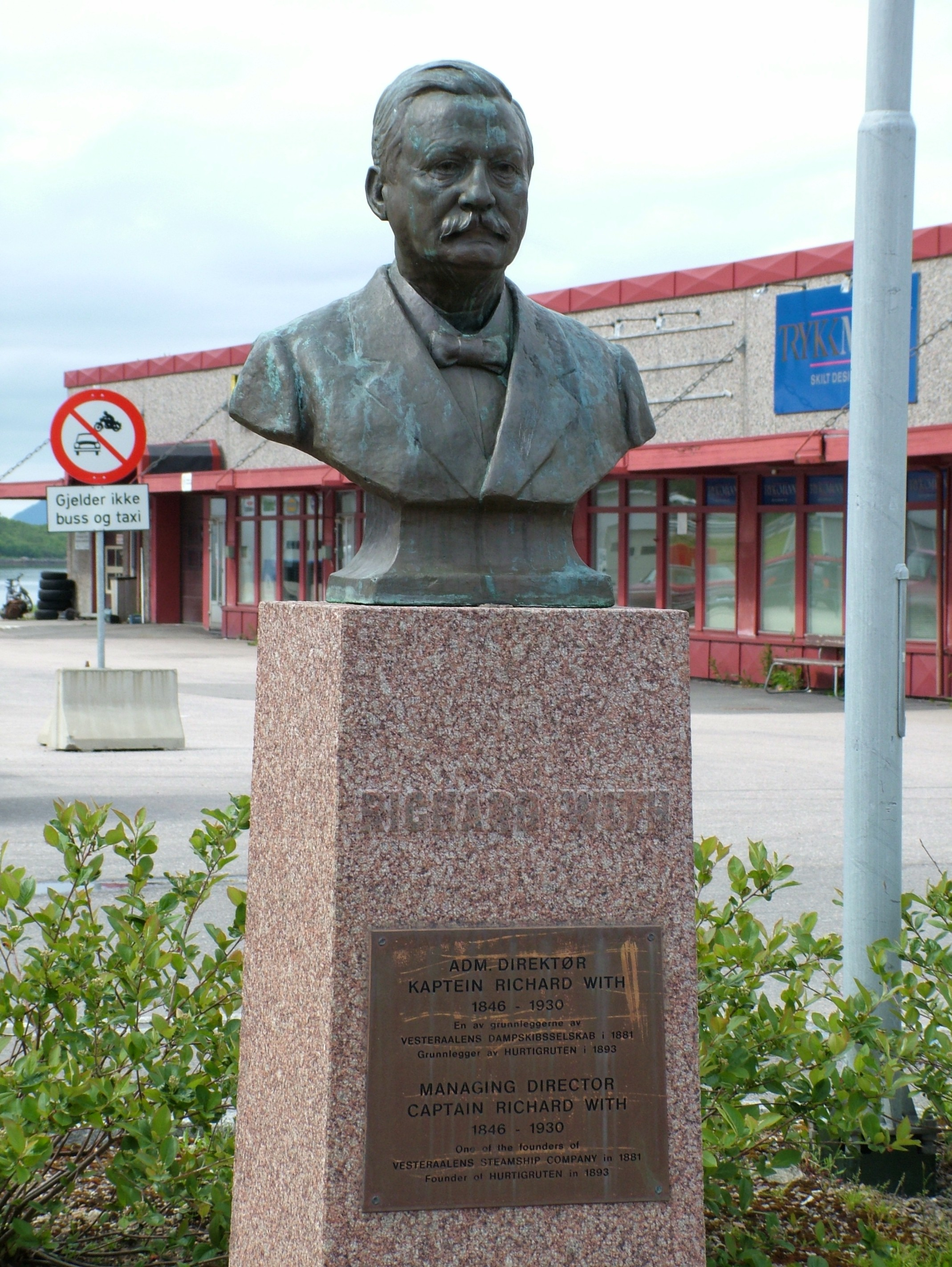
Busto del capitán Richard With, fundador del Hurtigruten, en Stokmarknes.

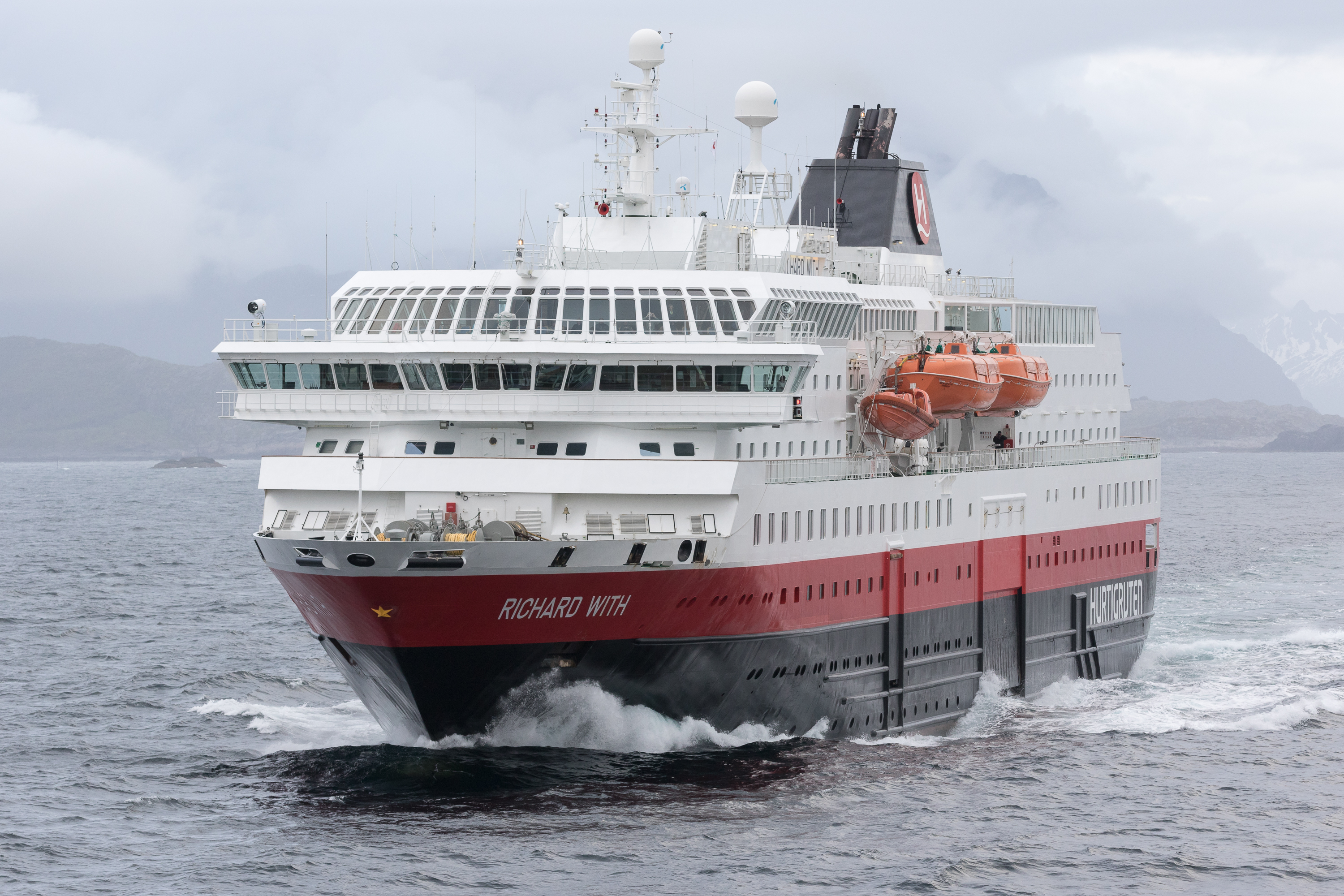
MS Richard With

El Hurtigruten fue fundado por un armador privado, el Vesteraalens Dampskibsselskap (VDS) y navegó por primera vez en 1893, entre Trondheim y Hammerfest. La primera línea regular que aseguraba el servicio postal durante todo el año entre el sur y el norte de Noruega se debe al experimentado capitán Richard With. Junto al práctico Anders Holte, en 1882 With anotó cuidadosamente todos los canales aptos para la navegación a lo largo de la costa y se atrevió a efectuar el primer viaje hasta Hammerfest durante la noche polar y los sombríos meses invernales. Este servicio, que permitía un aumento de la velocidad, pudo realizarse gracias a las subvenciones estatales, ya que de otra manera la conexión postal marítima sería deficitaria.
Previamente, en 1889 y 1890, los servicios del ministerio del Interior de Oslo estudiaron una idea que permitiera la explotación de una línea marítima que ofreciera servicio a toda la costa oeste del país. Esto dio lugar a una oferta, publicada el 18 de abril de 1891, realizada por un barco de vapor. Dos años más tarde, el 2 de julio de 1893, el D/S Vesteraalen, bajo el mando del capitán Richard With, llevó a cabo el trayecto de Trondheim a Hammerfest, que duró 67 horas y durante el cual hicieron escalas en nueve ciudades: Rørvik, Brønnøysund, Sandnessjøen, Bodø, Svolvær, Lødingen, Harstad, Tromsø y Skjervøy.

## Características de los buques actuales
Estas son algunas de las características de los buques en uso actualmente:
| Nombre          | Año de construcción | Eslora   | Manga    | Tonelaje | Calado  | Puerto de matrícula | Amarres      |
| --------------- | ------------------- | -------- | -------- | -------- | ------- | ------------------- | ------------ |
| MS Nordstjernen | 1956                | 88,78 m  | 12,64 m  | 2191     | 4,507 m | Tromsø              | de 114 a 160 |
| MS Lofoten      | 1964                | 87,41 m  | 13,28 m  | 2621     | 4,622 m | Narvik              | 155          |
| MS Vesterålen   | 1983                | 108,55 m | 16,52 m  | 6261     | 4,6 m   | Narvik              | 314          |
| MS Kong Harald  | 1993                | 121,8 m  | 23,4 m   | 11 204   | 4,7 m   | Tromsø              | 490          |
| MS Richard With | 1993                | 121,8 m  | 23,4 m   | 11 205   | 4,7 m   | Narvik              | 490          |
| MS Nordlys      | 1994                | 121,8 m  | 23,783 m | 11 204   | 4,7 m   | Tromsø              | 482          |
| MS Nordkapp     | 1996                | 123,3 m  | 24,2 m   | 11 386   | 4,7 m   | Narvik              | 490          |
| MS Polarlys     | 1996                | 123 m    | 19,5 m   | 11 341   | 4,7 m   | Tromsø              | 479          |
| MS Nordnorge    | 1997                | 123,3 m  | 19,5 m   | 11 384   | 4,7 m   | Narvik              | 464          |
| MS Finnmarken   | 2002                | 138,5 m  | 21,5 m   | 15 539   | 4,8 m   | Narvik              | 643          |
| MS Trollfjord   | 2002                | 135,75 m | 21,5 m   | 16 140   | 5,1 m   | Tromsø              | 652          |
| MS Midnatsol    | 2003                | 135,75 m | 21,5 m   | 16 151   | 5,1 m   | Tromsø              | 648          |
| MS Fram         | 2007                | 113,7 m  | 20,2 m   | 11 647   | 5,1 m   | Narvik              | 318          |

## Itinerario y horarios

Itinerario del Hurtigruten.

| Día | Puerto       | Hora de llegada | Hora de partida | Observaciones                                                         |
| --- | ------------ | --------------- | --------------- | --------------------------------------------------------------------- |
| 1   | Bergen       |                 | 20:00           | En servicio de invierno: 22:30                                        |
| 2   | Florø        | 02:00           | 02:15           | En servicio de invierno: 04:30–04:45                                  |
| 2   | Måløy        | 04:15           | 04:30           | En servicio de invierno: 07:15–07:30                                  |
| 2   | Torvik       | 07:15           | 07:30           | En servicio de invierno: 10:30–10:45                                  |
| 2   | Ålesund      | 08:45           | 09:30           | En servicio de invierno: 12:00–15:00                                  |
| 2   | Geiranger    | 13:30           | 13:30           | Sin servicio en invierno.                                             |
| 2   | Molde        | 21:30           | 22:00           | En servicio de invierno: 18:00–18:30                                  |
| 2   | Kristiansund | 01:30           | 01:45           | En servicio de invierno: 22:45–23:00                                  |
| 3   | Trondheim    | 08:15           | 12:00           | En servicio de invierno: 06:00–12:00                                  |
| 3   | Rørvik       | 20:30           | 21:30           |                                                                       |
| 4   | Brønnøysund  | 00:45           | 01:00           |                                                                       |
| 4   | Sandnessjøen | 03:45           | 04:15           |                                                                       |
| 4   | Nesna        | 05:25           | 05:30           | Entre Ørnes y Nesna se cruza el círculo polar ártico, hacia las 7:15. |
| 4   | Ørnes        | 09:20           | 09:30           |                                                                       |
| 4   | Bodø         | 12:30           | 15:00           |                                                                       |
| 4   | Stamsund     | 19:00           | 19:30           |                                                                       |
| 4   | Svolvær      | 21:00           | 22:00           |                                                                       |
| 5   | Stokmarknes  | 00:55           | 01:00           |                                                                       |
| 5   | Sortland     | 02:30           | 03:00           |                                                                       |
| 5   | Risøyhamn    | 04:15           | 04:30           |                                                                       |
| 5   | Harstad      | 06:45           | 08:00           |                                                                       |
| 5   | Finnsnes     | 11:15           | 11:45           |                                                                       |
| 5   | Tromsø       | 14:30           | 18:30           |                                                                       |
| 5   | Skjervøy     | 22:30           | 22:45           |                                                                       |
| 6   | Øksfjord     | 02:00           | 02:15           |                                                                       |
| 6   | Hammerfest   | 05:15           | 06:45           |                                                                       |
| 6   | Havøysund    | 09:30           | 09:45           |                                                                       |
| 6   | Honningsvåg  | 11:45           | 15:15           | Escala que permite ir a cabo Norte.                                   |
| 6   | Kjøllefjord  | 17:30           | 17:45           |                                                                       |
| 6   | Mehamn       | 19:45           | 20:00           | Escala más septentrional.                                             |
| 6   | Berlevåg     | 22:30           | 22:45           |                                                                       |
| 7   | Båtsfjord    | 00:45           | 01:00           |                                                                       |
| 7   | Vardø        | 04:00           | 04:15           |                                                                       |
| 7   | Vadsø        | 07:30           | 08:15           | Vadsø solo es parada para los barcos que se dirigen a Kirkenes.       |
| 7   | Kirkenes     | 10:00           | 12:45           |                                                                       |

| Día | Puerto       | Hora de llegada | Hora de partida | Observaciones                                                          |
| --- | ------------ | --------------- | --------------- | ---------------------------------------------------------------------- |
| 7   | Kirkenes     |                 | 12:45           |                                                                        |
| 7   | Vardø        | 16:00           | 17:00           |                                                                        |
| 7   | Båtsfjord    | 20:15           | 20:30           |                                                                        |
| 7   | Berlevåg     | 22:15           | 22:30           |                                                                        |
| 8   | Mehamn       | 01:00           | 01:15           | Escala más septentrional                                               |
| 8   | Kjøllefjord  | 03:15           | 03:30           |                                                                        |
| 8   | Honningsvåg  | 05:45           | 06:15           |                                                                        |
| 8   | Havøysund    | 08:15           | 08:30           |                                                                        |
| 8   | Hammerfest   | 11:15           | 12:45           |                                                                        |
| 8   | Øksfjord     | 15:40           | 15:45           |                                                                        |
| 8   | Skjervøy     | 19:15           | 19:45           |                                                                        |
| 8   | Tromsø       | 23:45           | 01:15           |                                                                        |
| 9   | Finnsnes     | 04:15           | 04:45           |                                                                        |
| 9   | Harstad      | 08:00           | 08:30           |                                                                        |
| 9   | Risøyhamn    | 10:45           | 11:00           |                                                                        |
| 9   | Sortland     | 12:30           | 13:00           |                                                                        |
| 9   | Stokmarknes  | 14:15           | 15:15           | Aquí está el museo del Hurtigruten.                                    |
| 9   | Svolvær      | 18:30           | 19:30           |                                                                        |
| 9   | Stamsund     | 21:00           | 21:30           |                                                                        |
| 10  | Bodø         | 01:30           | 04:00           |                                                                        |
| 10  | Ørnes        | 07:00           | 07:15           | Entre Ørnes y Nesna se cruza el círculo polar ártico, hacia las 09:15. |
| 10  | Nesna        | 11:00           | 11:15           |                                                                        |
| 10  | Sandnessjøen | 12:30           | 13:30           |                                                                        |
| 10  | Brønnøysund  | 16:15           | 17:00           |                                                                        |
| 10  | Rørvik       | 20:30           | 21:45           |                                                                        |
| 11  | Trondheim    | 06:30           | 10:00           |                                                                        |
| 11  | Kristiansund | 16:30           | 17:00           |                                                                        |
| 11  | Molde        | 20:30           | 21:30           |                                                                        |
| 11  | Ålesund      | 23:45           | 00:45           |                                                                        |
| 12  | Torvik       | 02:00           | 02:15           |                                                                        |
| 12  | Måløy        | 05:00           | 05:45           |                                                                        |
| 12  | Florø        | 07:45           | 08:15           |                                                                        |
| 12  | Bergen       | 14:30           |                 |                                                                        |

Los navíos del Hurtigruten siguen un horario fijo.